# 주드 로
주드 로(Jude Law, 1972년 12월 29일 ~ )는 잉글랜드의 배우이다. 두 번의 아카데미상, 4번의 골든 글로브상, 두 번의 미국배우조합상, 두 번의 영국 아카데미 영화상 (BAFTA) 후보에 올랐으며, 영국 아카데미 영화상에서 한 차례 수상을 했다. 2007년에는 , he received an 세자르 공로상을 받았으며, 세계 영화계에 기여를 한 점을 인지하여 프랑스 정부에서 문화 예술 훈장 (Ordre des Arts et des Lettres)을 수여받았다.

## 출연 작품

### 영화
- 《디 오더》》 (2024년)
- 《파이어브랜드》 (2023년) ... 헨리 8세 역
- 《피터팬 & 웬디》 (2023년) ... 후크 선장 역
- 《신비한 동물들과 덤블도어의 비밀》 (2022년) ... 알버스 퍼시벌 울프릭 브라이언  덤블도어 역
- 《리듬 오브 리벤지》 (2020년)
- 《셜록 홈즈 3》 (2020년) ... 닥터 존 왓슨
- 《더 네스트》 (2018년)
- 《캡틴 마블》 (2019년) ... 욘-로그 역
- 《복스 룩스》 (2018년)
- 《레이니 데이 인 뉴욕》 (2018년) ... 테드 역
- 《신비한 동물들과 그린델왈드의 범죄》 (2018년) ... 알버스 퍼시벌 울프릭 브라이언  덤블도어 역
- 《킹 아서: 제왕의 검》 (2017년) ... 보티건 역
- 《스파이》 (2015년) ... 브래들리 파인 역
- 《사이드 이펙트》 (2013) ... 조나단 뱅크스 역
- 《라디오맨》(2012) ... 본인 역 (다큐멘터리)
- 《안나 카레니나》(2012) ... 알렉시 카레닌 역
- 《가디언즈》(2012) ... 피치 역 (목소리)
- 《360》(2011) ... 마이클 댈리 역
- 《휴고》(2011) ... 휴고의 아버지 역
- 《셜록 홈즈: 그림자 게임》(2011) ... 닥터 존 왓슨 역
- 《컨테이젼》(2011) ... 앨럼 크럼위드 역
- 《리포 맨》 (2010)
- 《레이지》 (2009)
- 《셜록 홈즈》 (2009)
- 《파르나서스 박사의 상상 극장》 (2009)
- 《추적》 (2007)
- 《마이 블루베리 나이츠》 (2007)
- 《무단 침입》 (2006)
- 《올 더 킹즈 맨》 (2006)
- 《로맨틱 홀리데이》 (2006)
- 《월드 오브 투모로우》 (2004)
- 《클로저》 (2004)
- 《나를 책임져, 알피》 (2004)
- 《아이 하트 헉커비스》 (2004)
- 《에비에이터》 (2004)
- 《레모니 스니켓의 위험한 대결》 (목소리)(2004)
- 《콜드 마운틴》 (2003) - 인만 역
- 《로드 투 퍼디션》 (2002) - 하렌 맥과이어 역
- 《A.I.》 (2001) - 지글로 조 역
- 《에너미 앳 더 게이트》 (2001) - 바실리 자이체프 역
- 《런던 독》 (2000)
- 《엑시스텐즈》 (1999)
- 《리플리》 (1999)
- 《죽지 못하는 남자의 이유》 (1998)
- 《파이날 캇》 (1998)
- 《와일드》 (1997)
- 《가타카》 (1997)
- 《미드나잇 가든》 (1997)
- 《세븐 나이트》 (1994)

### 텔레비전
- 《더 써드 데이》 (2020년, 미국 HBO) - 샘 역
- 《스켈레톤 크루》 (2023년, 디즈니+)